# یوری هاروتیونیان (پزشک)
یوری آنوشاوانی هاروتیونیان (ارمنی: Յուրի Անուշավանի Հարությունյան؛  زادهٔ ۱۰ آوریل ۱۹۵۷) پزشک اهل ارمنستان است.

## زندگی‌نامه
وی در ۱۰ آوریل ۱۹۵۷ در سولدا به دنیا آمد و از دانشگاه پزشکی دولتی ایروان (۱۹۸۱) فارغ‌التحصیل گشت. همچنین برندهٔ جوایزی همچون مدال مخیتار هراتسی (۲۰۱۲) شده است.